# دلیگیت (سیاست ایالات متحده آمریکا)
در سیاست ایالات متحده آمریکا دلیگیت یا نماینده (به انگلیسی: Delegate) شخصی است که به نمایندگی گروهی از مردم در برخی از مجمع‌های سیاسی ایالات متحده انتخاب می‌شود.
انواع مختلفی از دلیگیت‌ها وجود دارد که در نهادهای مختلف سیاسی انتخاب می‌شوند. در کنگره ایالات متحده دلیگیت‌هایی برای حفظ منافع یک قلمرو ایالات متحده و شهروندان یا اتباع آن انتخاب می‌شود. علاوه بر این، برخی از ایالت‌های آمریکا توسط مجلس دلیگیت‌ها یا مجمع پارلمانی دیگری اداره می‌شوند که اعضای آن به عنوان دلیگیت‌های منتخب شناخته می‌شوند.
پیش از برگزاری انتخابات ریاست جمهوری ایالات متحده آمریکا احزاب سیاسی عمده، دلیگیت‌هایی را از احزاب ایالتی مختلف برای کنوانسیون نامزدی ریاست جمهوری انتخاب می‌کنند که اغلب از طریق انتخابات مقدماتی یا کاکس حزبی انجام می‌شود.

## به عنوان مقام منتخب
دلیگیت عنوان شخصی است که برای خدمت به منافع یک قلمرو سازمان یافته ایالات متحده، در حال حاضر فقط در خارج از کشور یا ناحیه کلمبیا، اما از نظر تاریخی در بیشتر موارد در بخشی از آمریکای شمالی به عنوان پیشرو، به مجلس نمایندگان ایالات متحده انتخاب می‌شود. به یک یا چند ایالت فعلی اتحادیه.
دلیگیت‌ها دارای اختیاراتی مشابه با نمایندگان، از جمله حق رای در کمیته هستند، اما حق ندارند در رای‌گیری‌های صحن که در آن مجلس نمایندگان واقعاً تصمیم می‌گیرد که آیا پیشنهاد انجام شود یا خیر، شرکت کنند.
در برخی موارد وظایف مشابهی برای عنوان کمیسر مقیم در نظر گرفته شده.
- دلیگیت همچنین عنوانی است که به افراد انتخاب شده در مجالس پایینی ایالت‌های دومجلسی مریلند، ویرجینیا و ویرجینیای غربی داده می‌شود.
- اعضای دیگر مجامع پارلمانی، مانند کنگره قاره ای یا کنوانسیون قانون اساسی ایالت نیویورک.
- اعضای هیأتی که وظیفه نگارش یا بازنگری یک سند اساسی یا یک سند پایه دولتی دیگر را بر عهده دارند (مانند اعضای یک کنوانسیون قانون اساسی معمولاً «نمایندگان» نامیده می‌شوند).

## کنوانسیون‌های ریاست جمهوری

### حزب دموکرات
حزب دموکرات از دلیگیت‌های متعهد و دلیگیت‌های بی‌تعهد (که عموماً به عنوان سوپردلیگیت یا گاهی اوقات به عنوان دلیگیت‌های خودکار شناخته می‌شوند) استفاده می‌کند؛ یک سیستم ترکیبی که در سال ۱۹۸۴ معرفی شده. بین سال‌های ۱۹۸۴ و ۲۰۱۶، فرد برای برنده شدن به عنوان نامزد دموکرات‌ها در انتخابات، باید اکثریت آرای دلیگیت‌ها را در کنوانسیون ملی دموکرات‌ها کسب می‌کرد.
از مجموع ۴۷۶۵ دلیگیت دموکرات، ۷۱۴ (تقریباً ۱۵٪) سوپردلیگیت هستند که معمولاً اعضای دموکرات کنگره، فرمانداران، رؤسای جمهور سابق و رهبران سابق کنگره و حزب و همچنین همه اعضای فعلی کمیته ملی دموکرات‌ها به علاوهٔ تعدادی دلیگیت که در هر زمان ممکن است اضافه شود هستند. (در دهه ۲۰۰۰ تعداد سوپردلیگیت‌ها را به ۲۰ درصد اعضا افزایش داد). سوپردلیگیت‌ها ملزم به متعهد شدن به یک نامزد خاص نیستند. از سال ۲۰۱۸، کمیته قوانین و آیین‌نامه حزب تصمیم گرفت تا قوانین را تغییر دهد به صورتی که سوپردلیگیت‌ها در اولین رای‌گیری رای ندهند مگر اینکه نتیجه قطعی شده باشد.
حزب دموکرات برای تعیین تعداد دلیگیت اختصاص داده شده به هر نامزد در هر ایالت، از سیستم تناسبی استفاده می‌کند. یک نامزد باید حداقل ۱۵ درصد از آرای کل را در یک رقابت خاص یا در ناحیه ای از آن رقابت به دست آورد تا بتواند دلیگیت دریافت کند. دلیگیت‌های متعهدْ متناسب با آرای نامزدها در سطح ایالتی و منطقه ای اعطا می‌شوند؛ بنابراین این امکان برای نامزدها وجود دارد که حتی اگر کمتر از ۱۵٪ از کل آرا را در یک ایالت کسب کنند، اگر در یک منطقه خاص بیش از ۱۵٪ را کسب کرده باشند، دلیگیت به دست آورند. هیچ فرآیندی برای به دست آوردن سوپردلیگیت‌ها وجود ندارد، زیرا آنها می‌توانند به هر کسی که بخواهند رأی دهند. تا سال ۲۰۱۶ یک نامزد باید اکثریت ساده کل دلیگیت‌ها را به دست می‌آورد تا نامزد اصلی دموکرات‌ها شود. با این حال، یک استراتژی معمول مبارزات انتخاباتی به این نحو بود که نامزدها با تعداد زیادی از سوپردلیگیت‌ها مذاکره می‌کردند تا تأیید و حمایت عمومی آن‌ها را به دست آورند. این حمایت‌ها هرچند الزام‌آور نبود، اما بر افکار عمومی تأثیرگذار بود و همین می‌توانست به پیروزی آن‌ها کمک کند. در گذشته مواردی وجود داشته که نامزدهای ریاست‌جمهوری بر اثر حمایت‌های همین سوپردلیگیت‌ها انتخاب شده‌اند.

### حزب جمهوری‌خواه
حزب جمهوری‌خواه از یک سیستم مشابه با اصطلاحات کمی متفاوت استفاده می‌کند و از نمایندگان مقید و غیرمقید (همچنین به عنوان نمایندگان خودکار نیز شناخته می‌شود، اما به ندرت به عنوان سوپردلیگیت از آن‌ها یاد می‌شود، زیرا نفوذ آنها در مقایسه با سوپردلیگیت‌های دموکرات بسیار کمتر است). اکثریت مجموع ۲۴۷۲ دلیگیت جمهوری‌خواه مقید هستند و هممانند حزب دموکرات در سطح ایالتی یا محلی انتخاب می‌شوند. برای نامزد حزب جمهوری‌خواه شدن، باید اکثریت ساده ۱۲۷۶ دلیگیت از مجموع ۲۴۷۲ دلیگیت در کنوانسیون ملی جمهوری‌خواهان را به دست آورد.
حزب جمهوری‌خواه نسبت به دموکرات‌ها دلیگیت‌های غیرمقید کمتری دارد. دلیگیت‌های غیرمقید اکثراً اعضای کمیته ملی جمهوری‌خواهان هستند، سه نفر از هر ایالت (رؤسای حزب ایالت) و دو عضو کمیته نیز توسط کنوانسیون ایالتی انتخاب می‌شوند: یک مرد و یک زن. این بدان معناست که دلیگیت‌های غیرمقید نهایتاً تنها ۱۶۸ نفر از تعداد کل هستند. از آنجایی که حزب جمهوری‌خواه در مقایسه با حزب دموکرات قوانین ملی کمی در مورد نحوه سازماندهی رقابت‌های ایالتی وضع کرده، احزاب ایالتی آزادی زیادی در تصمیم‌گیری در مورد فرایند انتخاب دلیگیت‌های خود دارند و می‌توانند در مورد مقید بودن یا نبودن آن‌ها قانون‌گذاری کنند.
اما آزادی دلیگیت‌های غیرمقید برای رأی دادن به هر نامزدی که بخواهند حفظ نشد. در کنوانسیون ملی ۲۰۱۲، به دنبال فرایند طولانی غیرمعمول برای انتخاب میت رامنی به عنوان نامزد حزب، و به منظور جلوگیری از تکرار یک کنوانسیون آشفته از طریق به اصطلاح «شورش» نمایندگان ران پل (که قصد داشتند منافع عمومی را برای دیدگاه‌های آزادیخواهانه اقلیت پل جلب کنند) کمپین رامنی و کمیته کنوانسیون قوانین جدید و چندین تغییر تاریخی قوانین را با رای ۶۳ به ۳۸ به تصویب رساندند که نقش دلیگیت‌های غیرمقید را محدود کرد و کمیته ملی جمهوری‌خواهان را قادر ساخت تا قوانین را تغییر دهد (با اکثریت ۳/۴). دلیگیت‌های غیرمقید ملزم می‌شوند که رأی خود را با توجه به نتیجه ایالت در کنوانسیون ارائه کنند، در غیر این صورت رد صلاحیت می‌شوند. در سال ۲۰۱۵، کمیته ملی جمهوری‌خواهان این تصمیم را تکرار کرد؛ بنابراین اعضای غیرمقید کمیته ملی جمهوری‌خواهان از آن زمان تا کنون اساساً به همان شیوهٔ دلیگیت‌های مقید عمل می‌کنند.
به دلیل آزادی احزاب محلی در مورد فرایند، روند اعطای دلیگیت‌ها به یک نامزد از ایالت به ایالت دیگر متفاوت است. بسیاری از ایالت‌ها از سیستم «برنده همه‌چیز را می‌برد» استفاده می‌کنند، که در آن پیروزی در رأی‌گیری مردمی به معنای بردن تمامی دلیگیت‌هاست. با این حال، از سال ۲۰۱۲ بسیاری از ایالت‌ها اعطای دلیگیت به صورت تناسبی را معرفی کردند که بر اساس آن دلیگیت‌ها بر اساس رأی بین نامزدها تقسیم می‌شود. کمیته ملی جمهوری‌خواهان به صورت اختصاصی محدودیتی مشابه محدودیت رأی حداقل ۱۵ درصدی ندارد، اما هر ایالت ممکن است محدودیتی در این زمینه تعریف کرده باشد.